# グロリアの青春
『グロリアの青春』（グロリアのせいしゅん、Gloria）は、2013年のスペイン・チリのドラマ映画。監督はセバスティアン・レリオ、出演はパウリーナ・ガルシアとセルヒオ・エルナンデスなど。第二の青春を自由に伸び伸びと謳歌する50代の熟年女性を描いている。
2013年2月に開催された第63回ベルリン国際映画祭のコンペティション部門で上映され、パウリーナ・ガルシアが銀熊賞（女優賞）を獲得した。この他に第38回トロント国際映画祭でも上映された。第86回アカデミー賞の外国語映画賞にはチリ代表作品として出品された。
2017年5月、レリオ監督自ら本作のハリウッド版リメイクを手掛けることになり、ジュリアン・ムーアが主役に起用されたと報じられた。

## キャスト
- グロリア: パウリーナ・ガルシア（英語版）
- ロドルフォ: セルヒオ・エルナンデス（英語版）
- ペドロ: ディエゴ・フォンテシージャ
- アナ: ファビオラ・サモーラ
- マルシアル: マルシアル・タグレ（スペイン語版）
- マリア: アントニア・サンタ・マリア（英語版）

## 評価
第63回ベルリン国際映画祭でプレミア上映された際には好評を得ており、『Screen International』の批評家陣からは同映画祭のコンペティション作品で最高点をつけられ、またIndieWireでも1位となった。
Rotten Tomatoesによれば、129件の評論の全てが高評価で、平均点は10点満点中7.9点、批評家の一致した見解は「セバスティアン・レリオ監督の演出が素晴らしく、主演のパウリーナ・ガルシアの力強い演技が見事な『グロリアの青春』は、ハリウッドでいつも無視されがちなタイプのキャラクターを、誠実に甘く感動的に描いている。」となっている。
Metacriticによれば、30件の評論の全てが高評価で、平均点は100点満点中83点となっている。

### 受賞とノミネート
| 映画祭・賞                     | 部門            | 対象                                                              | 結果       |
| ------------------------------ | --------------- | ----------------------------------------------------------------- | ---------- |
| サン・セバスティアン国際映画祭 | 進行中の映画賞  | セバスティアン・レリオ（監督） パブロ・ラライン（プロデューサー） | 受賞       |
| ベルリン国際映画祭             | 銀熊賞 (女優賞) | パウリーナ・ガルシア                                              | 受賞       |
| ベルリン国際映画祭             | 金熊賞          | セバスティアン・レリオ                                            | ノミネート |